# Poljče, Braslovče
Poljče este o localitate din comuna Braslovče, Slovenia, cu o populație de 57 de locuitori.